# Aldeia International Cup
A Aldeia International Cup, é uma competição de futebol masculino promovida pelo Retrô Futebol Clube Brasil, em parceria com a Federação Pernambucana de Futebol (FPF).

## História
A Aldeia International Cup começou a ser disputada no ano de 2019, com quatro categorias: sub-11, 13, 15 e 17, que com o passar dos anos teve suas categorias alteradas. A competição é realizada no Centro de Treinamentos do Retrô Futebol Clube Brasil, organizador da competição, na cidade de Camaragibe, em Pernambuco. Para o ano de 2020, haviam sido confirmados times da Europa e Ásia, mas não acabaram se concretizando devido à pandemia de Covid-19.

## Categoria: Sub-13

### Títulos por clube
| Pos  | Clube              | Títulos | Vices | Semifinais |
| ---- | ------------------ | ------- | ----- | ---------- |
| 1.º  | Retrô              | 2       | 2     | 1          |
| 2.º  | EC São Bernardo    | 1       | —     | —          |
| 2.º  | Flamengo           | 1       | —     | —          |
| 2.º  | Fortaleza          | 1       | —     | —          |
| 2.º  | Juazeiro           | 1       | —     | —          |
| 6.º  | Bahia              | —       | 1     | 2          |
| 7.º  | Náutico            | —       | 1     | 1          |
| 8.º  | Corinthians        | —       | 1     | —          |
| 8.º  | RSFC               | —       | 1     | —          |
| 10.º | Atlético Piauiense | —       | —     | 2          |
| 10.º | Sport              | —       | —     | 2          |
| 12.º | Red Bull Brasil    | —       | —     | 1          |
| 12.º | Santa Cruz         | —       | —     | 1          |
| 12.º | Tubarões de BV     | —       | —     | 1          |
| 12.º | VF4                | —       | —     | 1          |

### Títulos por federação
| Pos | Federação      | Títulos | Vices | Semifinais |
| --- | -------------- | ------- | ----- | ---------- |
| 1.º | Pernambuco     | 2       | 4     | 6          |
| 2.º | Ceará          | 2       | —     | —          |
| 3.º | São Paulo      | 1       | 1     | 1          |
| 4.º | Rio de Janeiro | 1       | —     | —          |
| 5.º | Bahia          | —       | 1     | 2          |
| 6.º | Piauí          | —       | —     | 2          |
| 7.º | Paraíba        | —       | —     | 1          |

## Categoria: Sub-14

### Títulos por clube
| Pos | Clube              | Títulos | Vices | Semifinais |
| --- | ------------------ | ------- | ----- | ---------- |
| 1.º | Fortaleza          | 2       | —     | —          |
| 2.º | Palmeiras          | 1       | —     | —          |
| 2.º | Ska Brasil         | 1       | —     | —          |
| 4.º | Retrô              | —       | 2     | —          |
| 5.º | Vitória            | —       | 2     | —          |
| 6.º | Atlético Piauiense | —       | —     | 2          |
| 6.º | Bahia              | —       | —     | 1          |
| 6.º | Camaçariense       | —       | —     | 1          |
| 6.º | Ceará              | —       | —     | 1          |
| 6.º | RSFC               | —       | —     | 1          |
| 6.º | Sport              | —       | —     | 1          |
| 6.º | Vila Nova          | —       | —     | 1          |

### Títulos por federação
| Pos | Federação  | Títulos | Vices | Semifinais |
| --- | ---------- | ------- | ----- | ---------- |
| 1.º | Ceará      | 2       | —     | 1          |
| 2.º | São Paulo  | 2       | —     | —          |
| 3.º | Bahia      | —       | 2     | 2          |
| 3.º | Pernambuco | —       | 2     | 2          |
| 5.º | Piauí      | —       | —     | 2          |
| 6.º | Goiás      | —       | —     | 1          |

## Categoria: Sub-15

### Títulos por clube
| Pos  | Clube               | Títulos | Vices | Semifinais |
| ---- | ------------------- | ------- | ----- | ---------- |
| 1.º  | Retrô               | 2       | 2     | 1          |
| 2.º  | Palmeiras           | 2       | —     | —          |
| 3.º  | Sport               | 1       | 1     | —          |
| 4.º  | Flamengo            | 1       | —     | —          |
| 5.º  | Vitória             | —       | 2     | —          |
| 6.º  | Fortaleza           | —       | 1     | —          |
| 7.º  | Náutico             | —       | —     | 3          |
| 8.º  | Atlético Piauiense  | —       | —     | 2          |
| 8.º  | Bahia               | —       | —     | 2          |
| 10.º | Camaçariense        | —       | —     | 1          |
| 10.º | Ceará               | —       | —     | 1          |
| 10.º | Red Bull Bragantino | —       | —     | 1          |
| 10.º | Santa Cruz          | —       | —     | 1          |

### Títulos por federação
| Pos | Federação      | Títulos | Vices | Semifinais |
| --- | -------------- | ------- | ----- | ---------- |
| 1.º | Pernambuco     | 3       | 3     | 5          |
| 2.º | São Paulo      | 2       | —     | 1          |
| 3.º | Rio de Janeiro | 1       | —     | —          |
| 4.º | Bahia          | —       | 2     | 3          |
| 5.º | Ceará          | —       | 1     | 1          |
| 6.º | Piauí          | —       | —     | 2          |

## Categoria: Sub-16

### Títulos por clube
| Pos | Clube               | Títulos | Vices | Semifinais |
| --- | ------------------- | ------- | ----- | ---------- |
| 1.º | Cruzeiro            | 2       | 1     | —          |
| 2.º | Bahia               | 1       | —     | —          |
| 2.º | Fluminense          | 1       | —     | —          |
| 4.º | Palmeiras           | —       | 2     | —          |
| 5.º | Red Bull Bragantino | —       | 1     | —          |
| 6.º | Retrô               | —       | —     | 3          |
| 7.º | Fortaleza           | —       | —     | 2          |
| 8.º | Flamengo            | —       | —     | 1          |
| 8.º | Ponte Preta         | —       | —     | 1          |
| 8.º | Vasco da Gama       | —       | —     | 1          |

### Títulos por federação
| Pos | Federação      | Títulos | Vices | Semifinais |
| --- | -------------- | ------- | ----- | ---------- |
| 1.º | Minas Gerais   | 2       | 1     | —          |
| 2.º | Rio de Janeiro | 1       | —     | 2          |
| 3.º | Bahia          | 1       | —     | —          |
| 4.º | São Paulo      | —       | 3     | 1          |
| 5.º | Pernambuco     | —       | —     | 3          |
| 6.º | Ceará          | —       | —     | 2          |

## Categoria: Sub-17

### Títulos por clube
| Pos | Clube      | Títulos | Vices | Semifinais |
| --- | ---------- | ------- | ----- | ---------- |
| 1.º | Retrô      | 1       | 1     | —          |
| 2.º | Grêmio     | 1       | —     | —          |
| 2.º | Ibrachina  | 1       | —     | —          |
| 2.º | Perilima   | 1       | —     | —          |
| 5.º | CRB        | —       | 1     | —          |
| 5.º | Náutico    | —       | 1     | —          |
| 5.º | Palmeiras  | —       | 1     | —          |
| 8.º | Santa Cruz | —       | —     | 2          |
| 9.º | Ceará      | —       | —     | 1          |
| 9.º | CSA        | —       | —     | 1          |
| 9.º | Juazeiro   | —       | —     | 1          |
| 9.º | Porto      | —       | —     | 1          |
| 9.º | Sport      | —       | —     | 1          |

### Títulos por federação
| Pos | Federação         | Títulos | Vices | Semifinais |
| --- | ----------------- | ------- | ----- | ---------- |
| 1.º | Pernambuco        | 1       | 2     | 4          |
| 2.º | São Paulo         | 1       | 1     | —          |
| 3.º | Paraíba           | 1       | —     | —          |
| 3.º | Rio Grande do Sul | 1       | —     | —          |
| 5.º | Alagoas           | —       | 1     | 1          |
| 6.º | Ceará             | —       | —     | 2          |

## Resultados
Em formato de tabela, esta lista contempla os resultados de todas as categorias dessa competição:

### Títulos por clube
| Pos  | Clube               | Títulos | Vices | Semifinais |
| ---- | ------------------- | ------- | ----- | ---------- |
| 1.º  | Retrô               | 5       | 7     | 5          |
| 2.º  | Palmeiras           | 3       | 3     | —          |
| 3.º  | Fortaleza           | 3       | 1     | 2          |
| 4.º  | Cruzeiro            | 2       | 1     | —          |
| 5.º  | Flamengo            | 2       | —     | 1          |
| 6.º  | Bahia               | 1       | 1     | 5          |
| 7.º  | Sport               | 1       | 1     | 4          |
| 8.º  | Santa Cruz          | 1       | —     | 4          |
| 9.º  | Juazeiro            | 1       | —     | 1          |
| 10.º | EC São Bernardo     | 1       | —     | —          |
| 10.º | Fluminense          | 1       | —     | —          |
| 10.º | Grêmio              | 1       | —     | —          |
| 10.º | Ibrachina           | 1       | —     | —          |
| 10.º | Perilima            | 1       | —     | —          |
| 10.º | Ska Brasil          | 1       | —     | —          |
| 16.º | Vitória             | —       | 4     | —          |
| 17.º | Náutico             | —       | 2     | 4          |
| 18.º | Red Bull Bragantino | —       | 1     | 1          |
| 18.º | RSFC                | —       | 1     | 1          |
| 20.º | Corinthians         | —       | 1     | —          |
| 20.º | CRB                 | —       | 1     | —          |
| 22.º | Atlético Piauiense  | —       | —     | 6          |
| 23.º | Ceará               | —       | —     | 3          |
| 24.º | Camaçariense        | —       | —     | 2          |
| 25.º | CSA                 | —       | —     | 1          |
| 25.º | Ponte Preta         | —       | —     | 1          |
| 25.º | Porto               | —       | —     | 1          |
| 25.º | Red Bull Brasil     | —       | —     | 1          |
| 25.º | Tubarões de BV      | —       | —     | 1          |
| 25.º | Vasco da Gama       | —       | —     | 1          |
| 25.º | VF4                 | —       | —     | 1          |
| 25.º | Vila Nova           | —       | —     | 1          |

### Títulos por federação
| Pos  | Federação         | Títulos | Vices | Semifinais |
| ---- | ----------------- | ------- | ----- | ---------- |
| 1.º  | Pernambuco        | 7       | 11    | 20         |
| 2.º  | São Paulo         | 6       | 5     | 3          |
| 3.º  | Ceará             | 4       | 1     | 6          |
| 4.º  | Rio de Janeiro    | 3       | —     | 2          |
| 5.º  | Minas Gerais      | 2       | 1     | —          |
| 6.º  | Bahia             | 1       | 5     | 7          |
| 7.º  | Paraíba           | 1       | —     | 1          |
| 8.º  | Rio Grande do Sul | 1       | —     | —          |
| 9.º  | Alagoas           | —       | 1     | 1          |
| 10.º | Piauí             | —       | —     | 6          |
| 11.º | Goiás             | —       | —     | 1          |